# Noah Webster

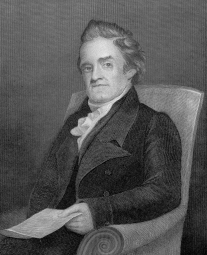
Noah Webster

Noah Webster (West Hartford, 16 oktober 1758 – New Haven (Connecticut), 28 april 1843) was een Amerikaans lexicograaf, auteur van schoolboeken, spellinghervormer, politiek schrijver en redacteur. Met zijn boeken zijn het leren lezen en de spelling van het Engels onderwezen aan vijf generaties kinderen in de Verenigde Staten. In de VS is zijn naam synoniem met "woordenboek" want het huidige Merriam-Webster woordenboek werd voor het eerst gepubliceerd in 1828 als An American Dictionary of the English Language.

## Achtergrond

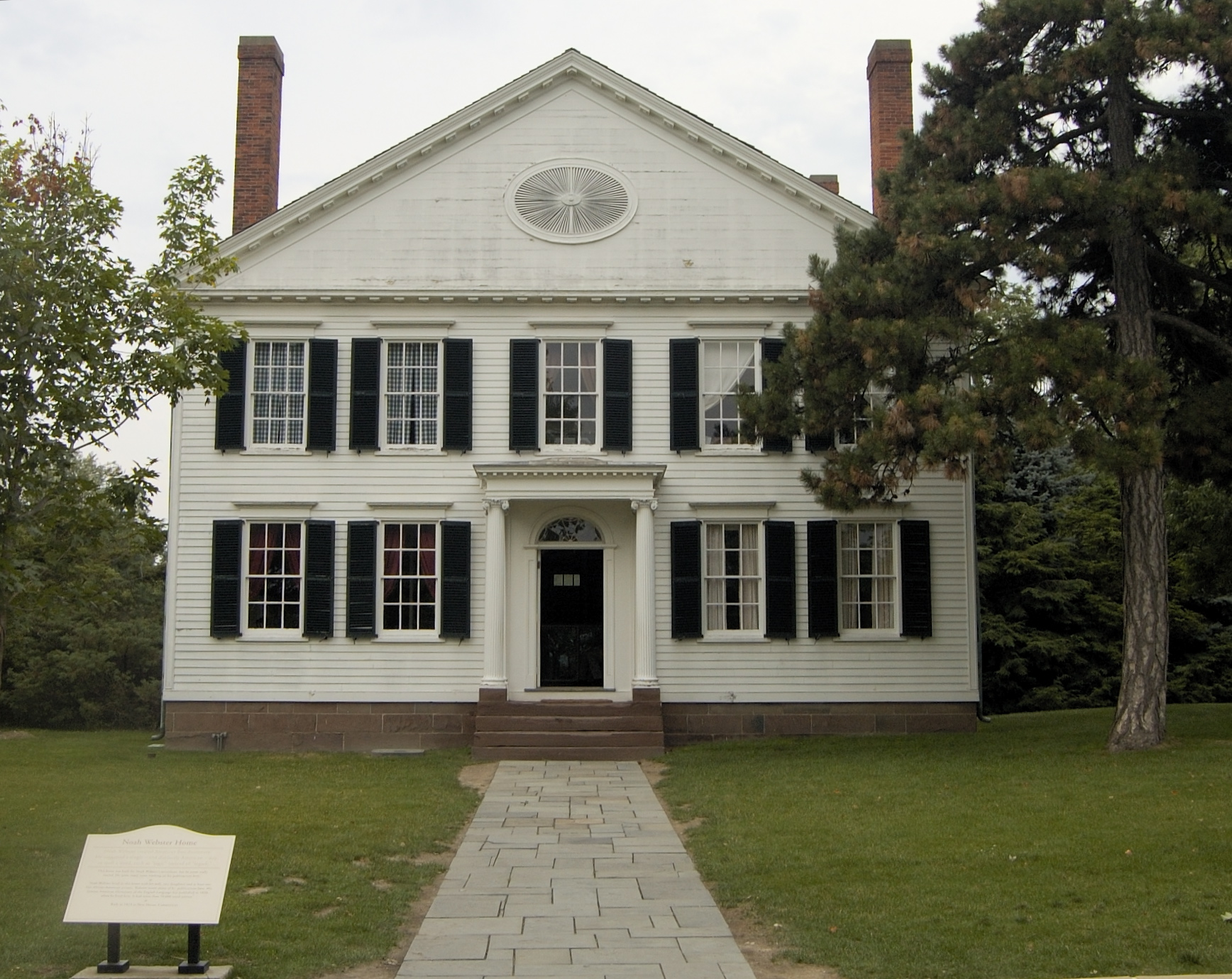
Noah Webster House uit New Haven CT. Werd verplaatst naar Greenfield Village in Dearborn, MI

Zijn vader was boer en wever. Hij had twee broers, Charles en Abraham, en twee zussen, Mercy en Jerusha.
Op 16-jarige leeftijd ging Noah naar de Yale University. Tijdens zijn studie brak de Amerikaanse Revolutie uit; Noah was soldaat in de Connecticut Militia. In 1778 studeerde hij af. Bij gebrek aan geld voor een studie rechten werd hij leraar in Glastonbury en Hartford. Hij studeerde in 1781 af in rechten, maar heeft daar beroepsmatig niets mee gedaan.
Webster trouwde in 1789 met Rebecca Greenleaf, en zij kregen acht kinderen. Door dit huwelijk drong hij door tot de elite van Hartford.

## Politiek
Webster was een nationalist en achtte de Amerikaanse waarden hoger dan de Europese. Hij wilde met zijn spellingsboek en woordenboek een intellectuele basis leggen voor het Amerikaanse nationalisme. In de jaren 1780 was Webster een uitgesproken federalist. Hij legde geen nadruk op deugden (zoals de republikeinen) en juist wel op eigendom van land en huis (zoals de liberalen).
In 1793 leende Alexander Hamilton hem $1500 om te verhuizen naar New York en redacteur te worden van een federalistische krant. In december van dat jaar richtte hij de eerste dagelijks verschijnende krant in New York op, de American Minerva (later The Commercial Advertiser genaamd). Hij deed dit werk vier jaar. Hij gaf ook een tweewekelijks blad uit, The Herald, A Gazette for the Country (later onder de naam The New York Spectator). Hij was in deze periode bijzonder productief. De republikeinen van Jefferson wezen zijn geschriften fel af.
In 1789 verhuisde de familie Webster terug naar New Haven.

## Leerboeken
Als leraar had Webster een hekel gekregen aan de Amerikaanse lagere school. Ze waren te vol, soms tot zeventig kinderen van diverse leeftijden in een enkel klaslokaal, met weinig en/of slecht personeel, en met een tekort aan tafels en matige, uit Engeland afkomstige leerboeken. Webster vond dat Amerikanen zouden moeten leren met Amerikaanse boeken en begon daarom met het schrijven van een driedelig werk A Grammatical Institute of the English Language. De drie delen waren een boek over spelling (1783), een grammatica (1784) en een boek om te leren lezen (1785). Zijn doel was een volledig Amerikaanse benadering voor het taalonderwijs, waarbij kennis van het Grieks en Latijn niet nodig was en de verminking van de Engelse taal (spelling en uitspraak) door de Britse aristocratie ongedaan werd gemaakt.
Het spellingsboek was zijn tijd vooruit en gebruikte, gebaseerd op Websters ervaring als leraar, tot op zekere hoogte wat later bekend werd als de theorie van de cognitieve ontwikkeling van Jean Piaget. Het boek begint met het alfabet, loopt systematisch door de diverse klanken van klinkers en medeklinkers, vervolgt met lettergrepen, eenvoudige woorden, complexe woorden en eindigt met volledige zinnen. Deze elegante, eenvoudige en ordelijke benadering van de regels voor spelling en uitspraak hebben dit boek een lang leven met 385 edities (onder meerdere titels) gegeven:
- 1783: The First Part of the Grammatical Institute of the English Language
- 1786: The American Spelling Book
- 1829: The Elementary Spelling Book

In de volksmond was het bekend als "Blue-Backed Speller" door de blauwe kaft.
De auteursrechten van minder dan een cent per exemplaar waren genoeg om de Websters te onderhouden tijdens zijn andere activiteiten. Rond 1861 werden er een miljoen exemplaren per jaar verkocht.
Het derde deel van Websters Grammatical Institute gaf de student het nodige te lezen waarbij Webster bij de keuze van de stukken zegt "I have not been inattentive to the political interests of America". Webster selecteert stukken van Plutarchus, Shakespeare, Swift, Addison, Joel Barlow, Timothy Dwight, John Trumbull, Tom Paine, en een essay van Thomas Day over de afschaffing van de slavernij.
Webster is grotendeels verantwoordelijk voor het verschil tussen Engelse en Amerikaanse spelling.
- Hij koos voor de s in plaats van de c in woorden zoals defense,
- Hij veranderde de re in er in woorden zoals center,
- Hij liet een l vervallen in woorden als traveller, en
- Hij liet een u vervallen in woorden als colour en favour.

In de meeste Engelstalige landen hanteert men de oorspronkelijke spelling. De spelling van Webster wordt alleen in de Verenigde Staten gebruikt.
Zijn boeken werden regelmatig zonder toestemming gedrukt en de van staat tot staat verschillende copyright-wetgeving hinderden zijn strijd hiertegen. Het was een overwinning voor Webster toen, mede door zijn politieke druk, in 1790 de federale copyright-wetgeving werd aangenomen.

## Woordenboeken
In 1806 verscheen Websters eerste woordenboek, A Compendious Dictionary of the English Language.
Op 43-jarige leeftijd begon Webster aan een uitgebreid woordenboek, An American Dictionary of the English Language. Hij zou daar 27 jaar aan werken. Voor de etymologie van woorden leerde Webster zesentwintig talen, waaronder Angelsaksisch en Sanskriet. Webster hoopte hiermee de taal te uniformeren, want de verschillen waren groot.
Terwijl hij werkte aan dit boek verhuisden de Websters in 1812 naar Amherst (Massachusetts). Webster hielp bij de oprichting van het Amherst College aldaar. In 1822 verhuisde de familie terug naar New Haven.
In 1825, tijdens een jaar in het buitenland (Parijs en Cambridge University) voltooide Webster dit woordenboek. In 1828 - Webster was toen zeventig jaar - verscheen dit boek dat 700.000 woorden bevatte, waarvan 12.000 die nooit eerder in een woordenboek hadden gestaan. Van een directe erkenning van de betekenis van dit woordenboek voor het Amerikaans Engels was geen sprake. Er werden slechts 2.500 exemplaren verkocht en om in 1840 een tweede editie uit te kunnen brengen moest Webster een hypotheek nemen. Vanaf dat moment heeft hij altijd schulden gehad.

## Religieuze opvattingen
Webster was een 'Congregationalist' (protestants-christelijke kerk met sterke onafhankelijkheid van parochies). Hiervan is in zijn spellingsboek niets te merken: God en bijbel worden niet genoemd. In Websters eigen woorden: "Let sacred things be appropriated for sacred purposes".
In het woordenboek van 1828 was er eerder sprake van het tegenovergestelde: in geen eerder naslagwerk stonden zoveel Bijbelse definities. In het voorwoord schreef Webster: "opvoeding zonder bijbel is zinloos".
In 1833 verscheen Websters eigen editie van de Bijbel. Hij gebruikte de King James Bijbel als uitgangspunt, en gebruikte commentaren en versies in andere talen (Grieks en Hebreeuws). Webster corrigeerde de grammatica, verving in onbruik geraakte woorden en zinsneden.

## Na Noah Websters overlijden
George en Charles Merriam openden in 1831 een drukkerij en boekwinkel, G. & C. Merriam Co. (hernoemd naar Merriam-Webster Inc. in 1982) en namen de erfenis van Webster over toen zij alle onverkochte exemplaren van de editie van 1841 van het woordenboek opkochten. Bovendien verwierven zij de rechten op het maken van bewerkingen van Websters woordenboek, resulterend in de nog steeds bestaande Merriam-Webster.